# Rosières (Ardèche)
Rosières é uma comuna francesa na região administrativa de Auvérnia-Ródano-Alpes, no departamento de Ardèche. Estende-se por uma área de 16,29 km². Em 2010 a comuna tinha 1 244 habitantes (densidade: 76,4 hab./km²).